# Mandy Drennan
Mandy Drennan (Cowes, Victoria, 22 de mayo de 1988), es una competidora de natación paralímpica de Australia. Nació sin su pierna derecha. Aprendió a nadar de niña en Phillip Island, Victoria, pero entrenaba en Melbourne varias veces a la semana debido a la falta de instalaciones en la isla. A la edad de diez años, compitió en sus primeros campeonatos estatales y un año después representó a Australia en los Juegos Escolares del Pacífico. En 2000, se le ofreció una participación como wildcard en los Juegos Paralímpicos de Sídney 2000, pero su familia y su entrenador decidieron que no estaba en su desarrollo a largo plazo aceptarla.
Compitió en el Campeonato de Natación IPC 2002 en Mar Del Plata, Argentina, ganando una medalla de oro en el relevo femenino de 4 × 100 m medley y una medalla de plata en el relevo femenino de 4 × 100 m estilo libre. Obtuvo una beca de natación paralímpica del Instituto Australiano de Deportes de 2003-2004.  Ganó una medalla de bronce en los Juegos Paralímpicos de Atenas 2004 en el evento femenino de 4 × 100 m estilo libre de 34 puntos.  Compitió en los Juegos Paralímpicos de Pekín 2008 y no ganó ninguna medalla.
En 2005, ganó el premio al Deportista del Año de Bass Coast. En 2011, nadó 66 km alrededor de Phillip Island en una jaula de tiburones para recaudar fondos para restablecer el Hospital Warley en la isla. Su madre era enfermera en el centro cuando cerró en 2007. Trabaja como farmacéutica en Melbourne.